# Chi Bạc hà
Chi Bạc hà (danh pháp: Mentha) là một chi cây có hoa trong họ Lamiaceae (họ Bạc hà). Các loài không rõ ràng khác biệt và ước tính số lượng các loài khác nhau 13-18. Việc lai giữa một số loài diễn ra tự nhiên. Chi này phân bố ở khắp châu Âu, châu Phi, châu Á, Australia, và Bắc Mỹ.

## Các loài
Các loài sau đây đã được công nhận:
| - Mentha aquatica - bạc hà nước - Mentha arvensis – bạc hà Á, bạc hà nam, húng cay, cho tinh dầu với tên thương phẩm là "Cornmint oil", thành phần chính là menthol (> 70 %) - Mentha asiatica - Mentha australis - Mentha canadensis - Mentha cervina - Mentha citrata – bạc hà chanh, cho tinh dầu với tên thương phẩm là "Bergamot mint oil", thành phần chính là linalyl acetat (từ 33 % đến 74 %) và linalol (từ 25 % đến 52 %) - Mentha crispata - Mentha cunninghamii - Mentha dahurica - Mentha diemenica - Mentha gattefossei - Mentha grandiflora - Mentha haplocalyx - Mentha japonica | - Mentha kopetdaghensis - Mentha laxiflora - Mentha longifolia - Mentha piperita – bạc hà Âu, cho tinh dầu với tên thương phẩm là "peppermint oil", thành phần chính là menthol (từ 50 % đến 68 %) - Mentha pulegium: bạc hà hăng cho tinh dầu với tên thương phẩm là "pennyroyal oil", thành phần chính là pulegon (80 %) - Mentha requienii - Mentha sachalinensis - Mentha satureioides - Mentha spicata – M. viridis, syn M. cordifolia: lục bạc hà, bạc hà bông, cho tinh dầu với tên thương phẩm là "native spearmint oil", thành phần chính là carvon (> 50 %) - Mentha spicata L. subsp. spicata syn. Mentha crispa L.: húng dũi - Mentha spicata L. subsp. condensata (Briq.) Greuter & Burdet - Mentha suaveolens - Mentha vagans |

## Một số loài lai
Chi Bạc hà có nhiều loài lai. Một số loài lai được liệt kê sau đây:
| - Mentha × dalmatica (M. arvensis × M. longifolia) - Mentha × dumetorum (M. aquatica × M. longifolia) - Mentha × gracilis (syn. Mentha x gentilis L.; syn. Mentha cardiaca (S.F. Gray) Bak.), cho tinh dầu với tên thương phẩm là "Scotch spearmint oil", thành phần chính là carvon (> 50 %) - Mentha × maximilianea (M. aquatica × M. suaveolens) - Mentha × piperita - Mentha × rotundifolia (M. longifolia × M. suaveolens) - Mentha × smithiana (M. aquatica × M. arvensis × M. spicata) - Mentha × verticillata (M. aquatica × M. arvensis) - Mentha × villosa (M. spicata × M. suaveolens), còn gọi là Mentha nemorosa. - Mentha × villosonervata (M. longifolia × M. spicata) |

## Hình ảnh

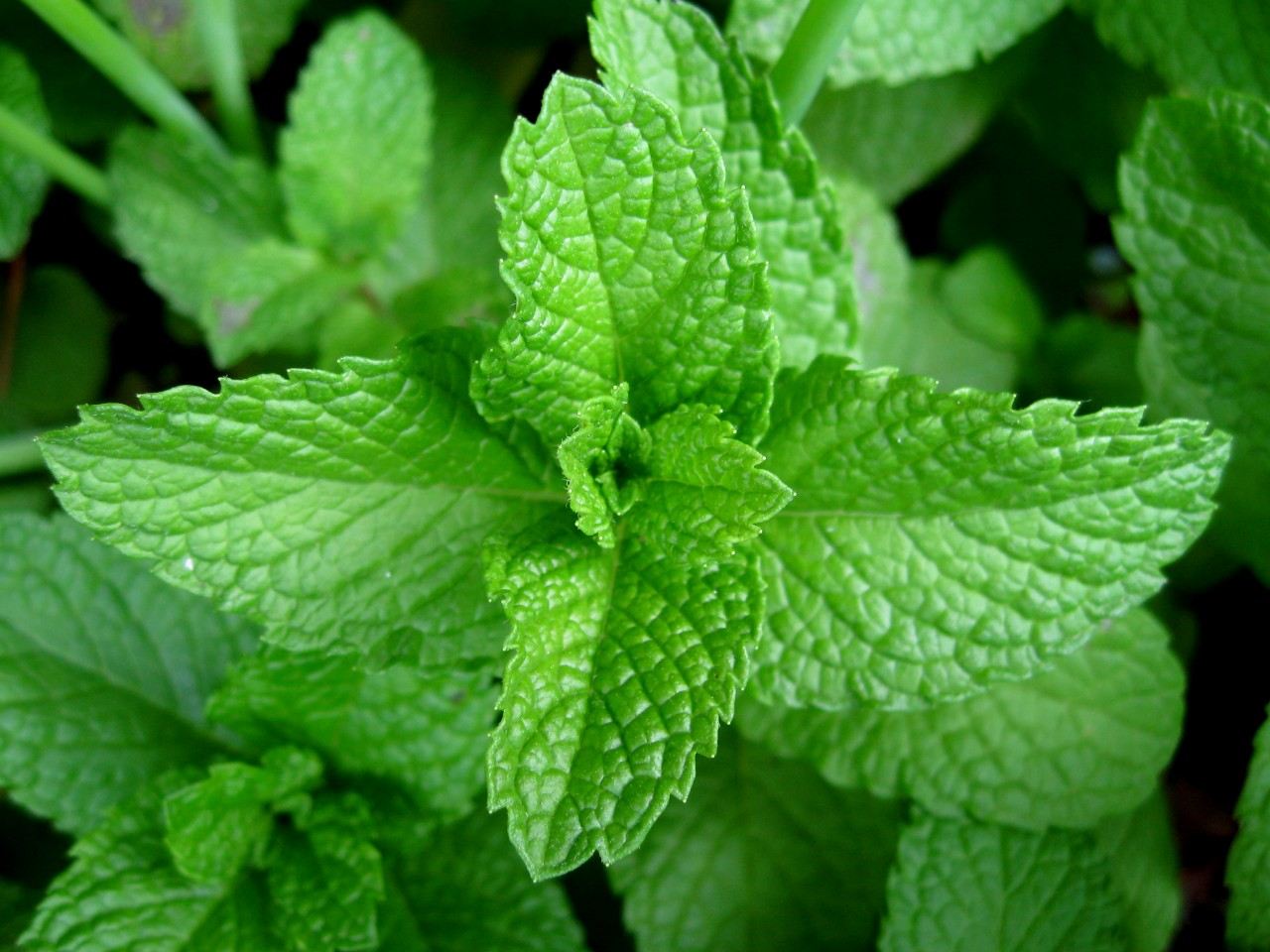
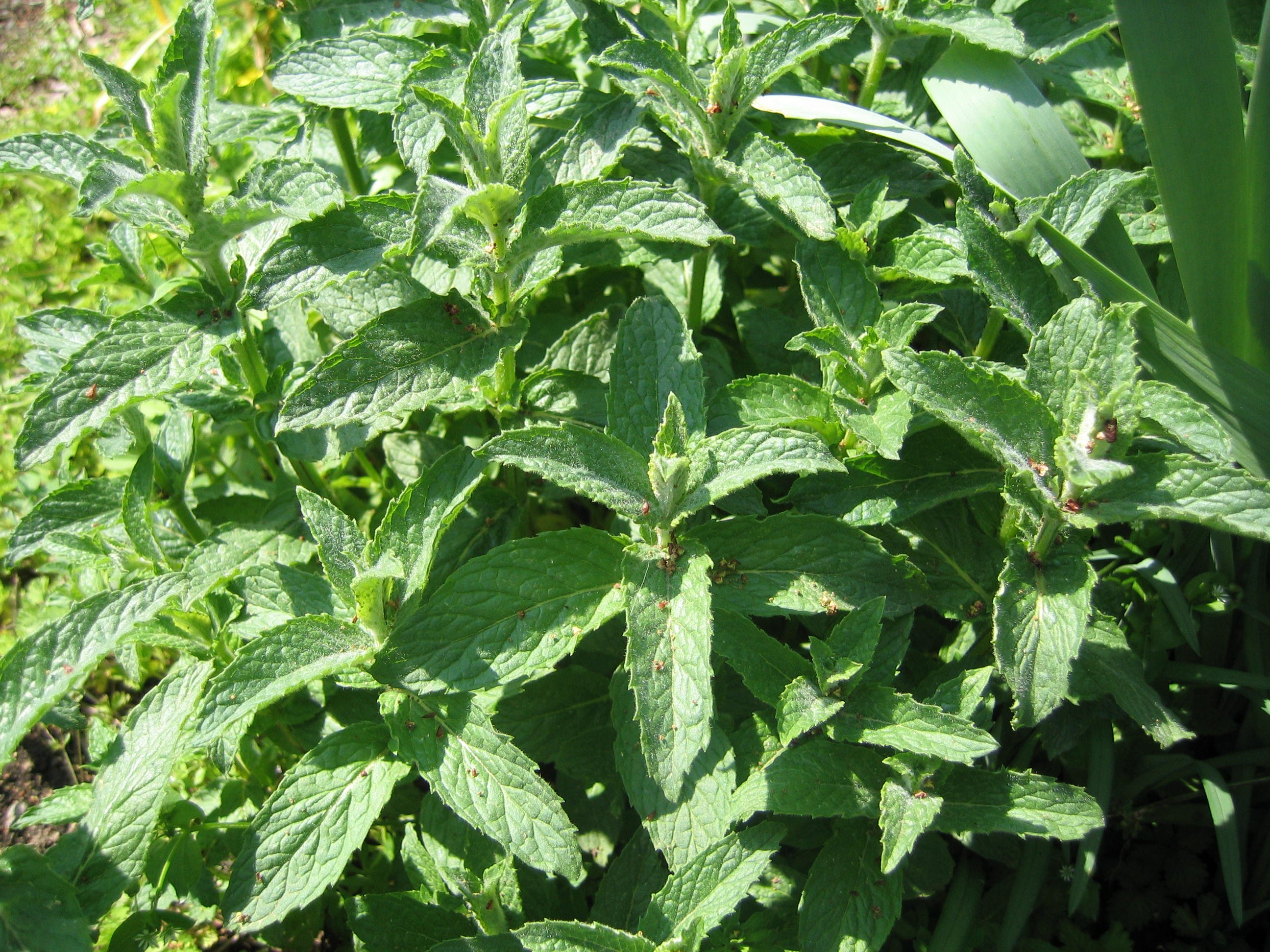
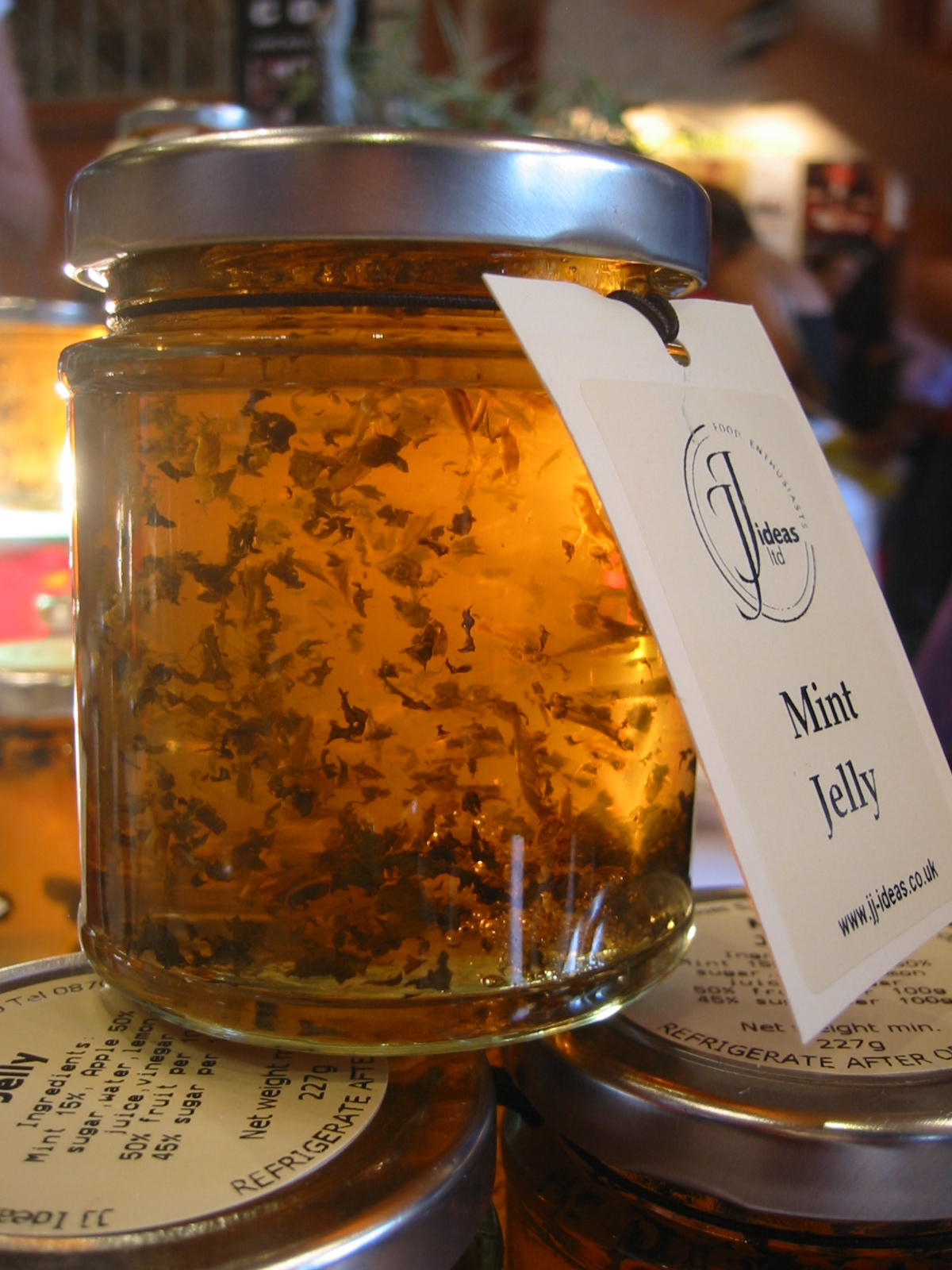
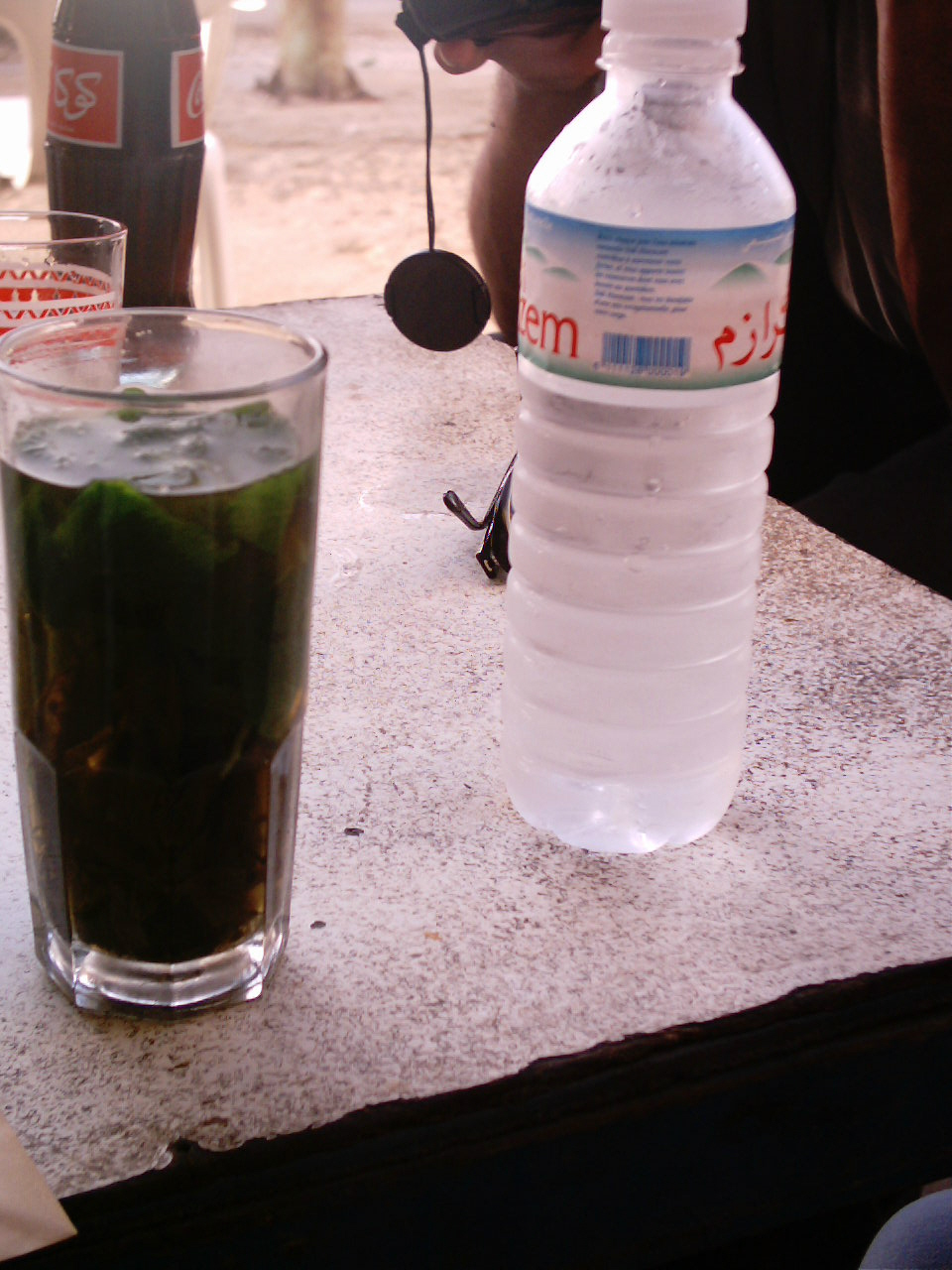